# Ortesweg
Der Ortesweg oder Ortesveca  ist eine Altstraße, deren Ursprung in die Zeit der Kelten zurückweist. Sie war eine Handelsstraße, die das Marburger Land, den Vogelsberg, die Rhön und das historische Grabfeld miteinander verband.

## Verlauf
Nach neueren Forschungen verlief der Weg, aus dem Marburger Land kommend, durch die nördliche Wetterau (Wedereiba (1016)) und den Vogelsberg  vorbei
an der Burg Blankenwald. An der Burgstelle befand sich bereits in vorgeschichtlicher Zeit eine Ringwallanlage zum Schutz des an dieser Stelle vorbeiführenden Ortesweges, über Hainzell bis  nach Kleinheiligkreuz.
Auf Fuldischem Gebiet querte sie eine andere Altstraße, die Antsanvia, nordwestlich von Giesel am Himmelsberg bei der heutigen Herrgottseiche. Von dort führte sie weiter in die Fuldaer Senke ins Fuldatal vorbei an Istergiesel, Zell bis zur Propstei Johannesberg. Hier traf sie auf die Alte Heerstraße (Reichsstraße von Frankfurt am Main nach Leipzig) von Neuhof kommend, um bei Kohlhaus in der nördlichen Gemarkung von Fulda-Bronnzell über die Kohlhäuser Brücke den gleichnamigen Fluss zu überqueren.
Weiter führte der Weg entlang der Bieber, durch Langenbieber über die Rhön (Wasserkuppe und Lange Rhön), wo der Weg östlich der Fränkischen Saale zur fränkischen Königspfalz Salz (vermutlich im Gebiet zwischen Salz und Bad Neustadt an der Saale gelegen) führte. Von dort aus gabelte sich der Weg zum Thüringer Wald und als Rennweg bzw. Hohe Straße über die Haßberge in den Raum um Bamberg.

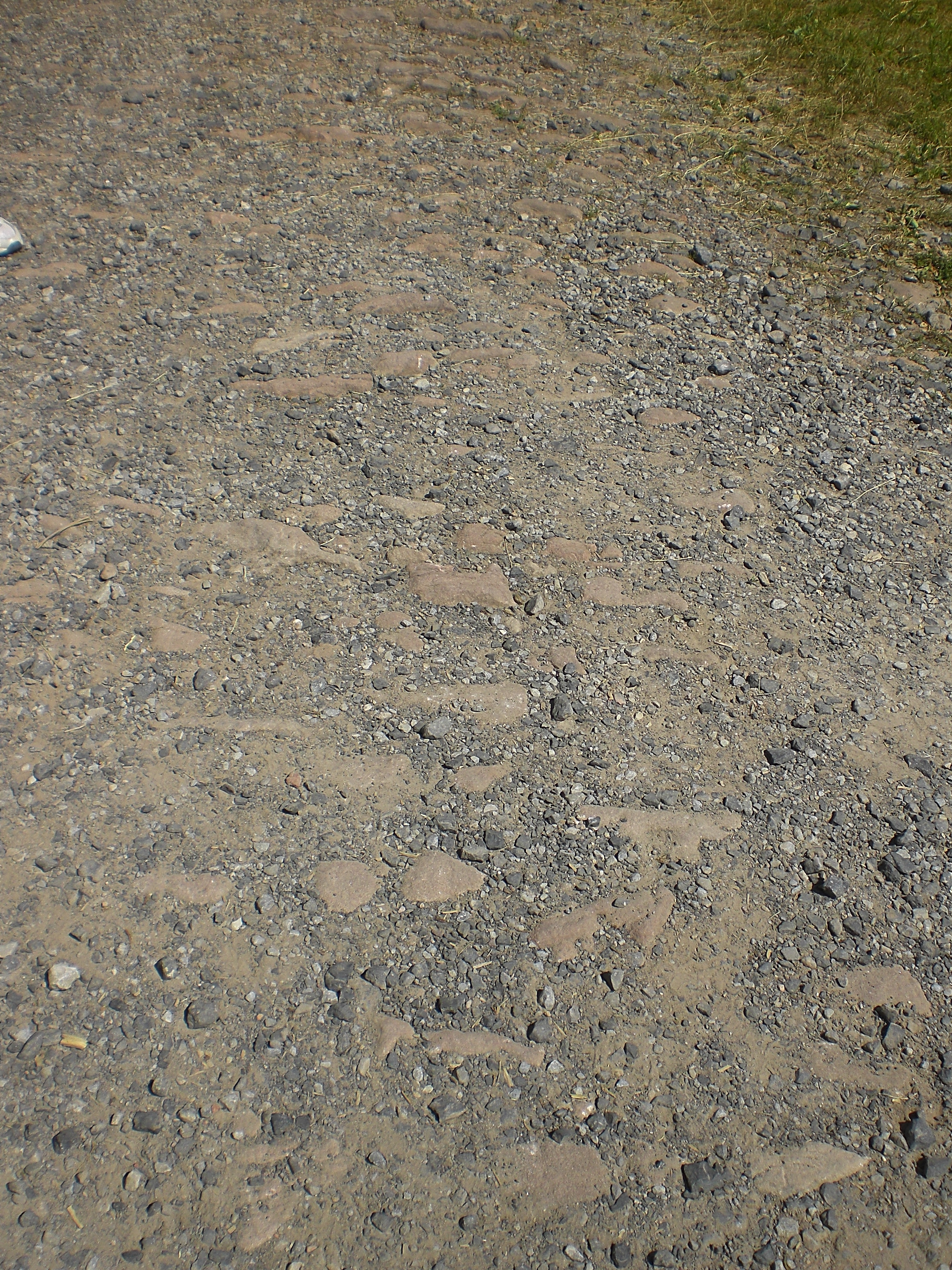
Alte Pflasterung bei Kleinheiligkreuz
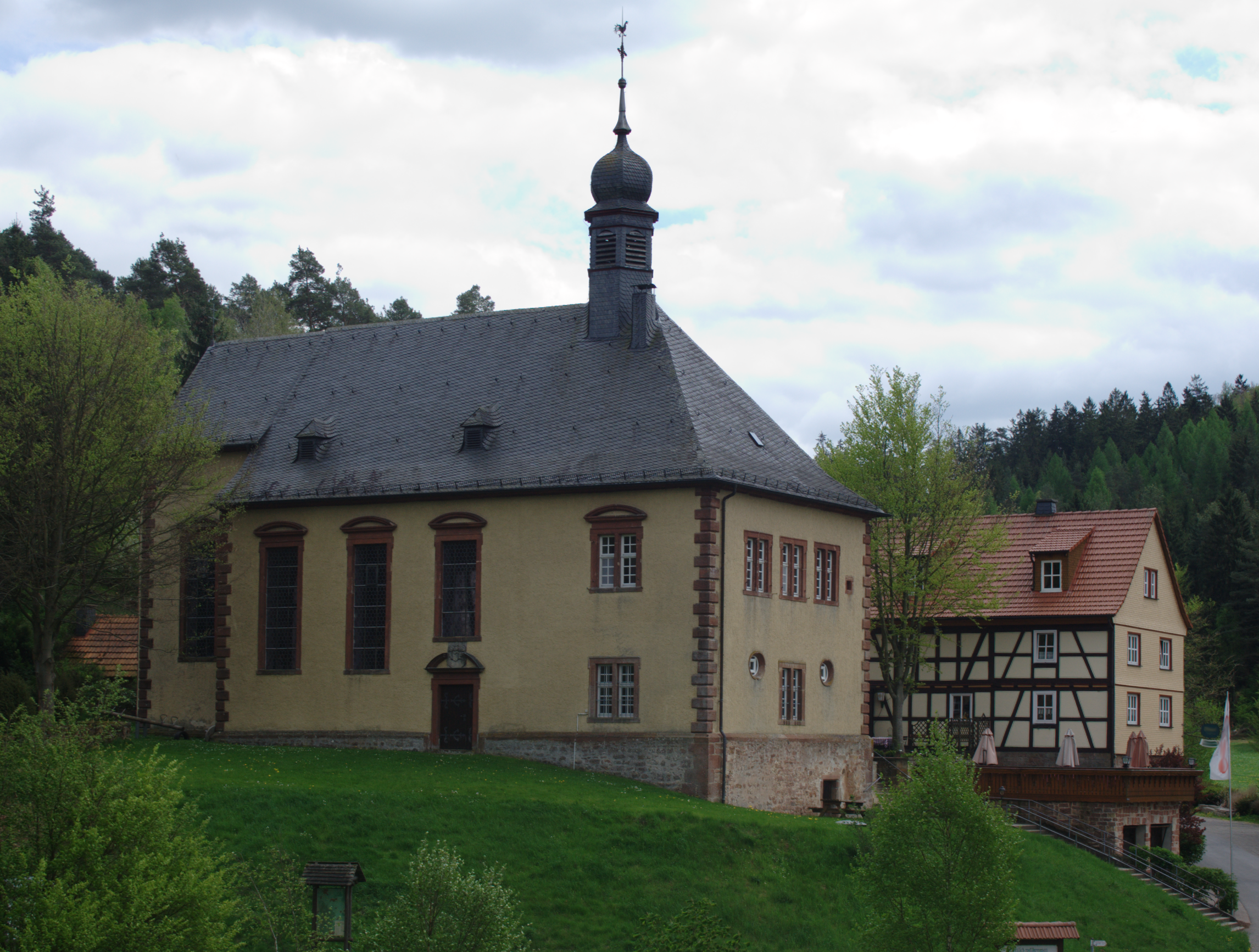
Wallfahrtskirche Kleinheiligkreuz
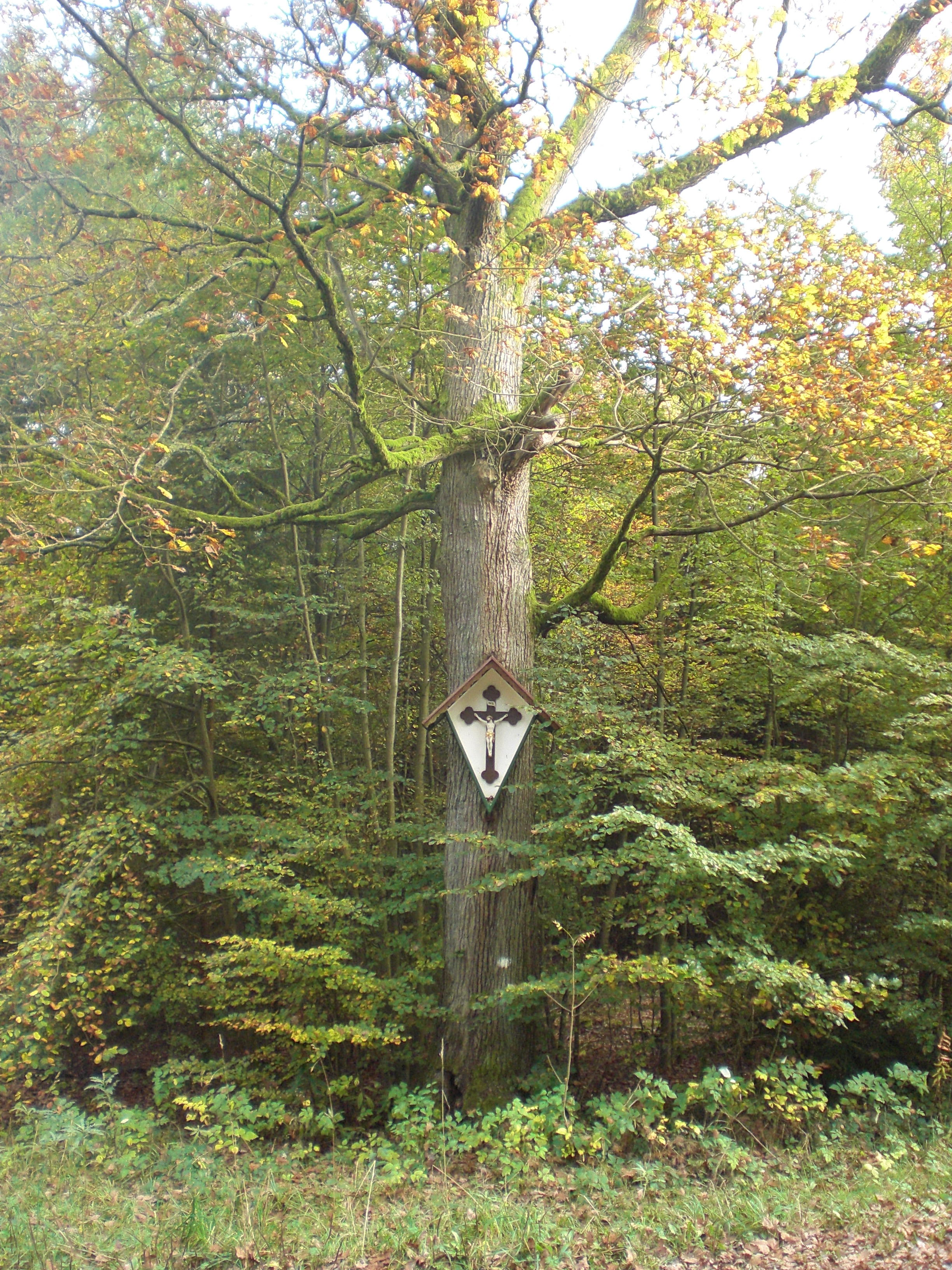
Herrgottseiche bei Giesel
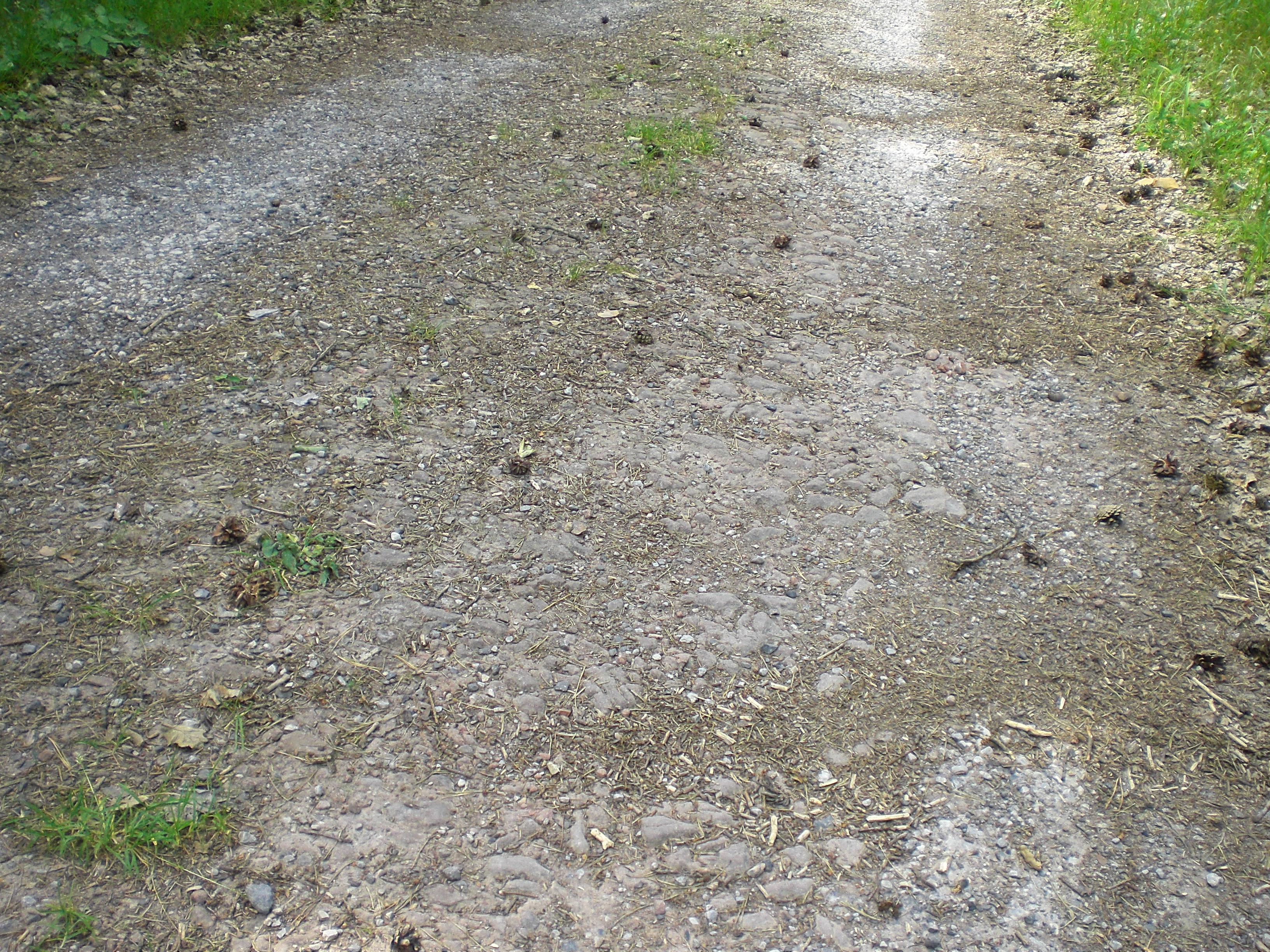
Alte Pflasterung nahe Giesel

## Geschichte
Ausgrabungen beweisen, dass der Weg schon von Kelten genutzt wurde. Der Weg verband wichtige Siedlungsschwerpunkte (Oppida, z. B.  Milseburg) der Kelten. Auch die Merowinger hinterließen ihre Spuren (z. B. Königshof in Fulda und Gräberfelder in den Haßbergen).
Das erste Mal schriftlich erwähnt wurde der Weg jedoch erst in  karolingischer Zeit. Er war damit aber eine der ersten Altstraßen, die urkundlich erwähnt wurden. Der Weg wurde im späten 8. Jahrhundert in der Vita Sturmi vom vierten Abt Fuldas Eigil erwähnt, als Sturmius 744 nach einem geeigneten Ort für das Kloster suchte. Der Weg soll auch in der Schenkungsurkunde (um 744) von Hausmeier Karlmann an Bonifatius erwähnt worden sein, in der er das Land für das Kloster Fulda erhielt. Diese Urkunde ist aber nicht mehr erhalten.
Im Jahre 777 schenkte Karl der Große den fiscus Hammelburg an das Kloster Fulda. Damit wurde der Ortesweg zu einem wichtigen Verbindungsweg zwischen der Abtei Fulda und der dazugehörigen Propstei Hammelburg. Der Weg wurde auch von den fränkischen Königen und Kaisern benutzt, um zur Pfalz Salz  zu gelangen.
In den folgenden Jahrhunderten wurde die Rhön Schnittpunkt von drei Machtbereichen, die hier Land beanspruchten. Es kam zu Auseinandersetzungen zwischen dem Bistum Würzburg, der Abtei Fulda und der Grafschaft Henneberg. In Teilbereichen wurde die Straße damit zu einem Grenzweg. Somit wurde die Rhön im Osten und im Westen von den großen Handelsströmen umgangen (siehe zum Beispiel die Antsanvia oder Via Regia). Die Straße hatte für den Handel seitdem nur noch regionale Bedeutung, da es in der Rhön auch keine anderen wichtigen Anziehungspunkte (z. B. Bodenschätze)  gab.